# El Collell (l'Esquirol)
El Collell és una masia de l'Esquirol (Osona) inclosa a l'Inventari del Patrimoni Arquitectònic de Catalunya.

## Descripció
Masia de planta rectangular coberta a dues vessants i amb carener perpendicular a la façana, la qual és orientada a llevant i presenta un gros portal adovellat, amb la dovella central decorada i un xic deteriorada. A la part esquerra, fent espona al portal i retallant-lo un xic, hi ha unes escales que condueixen a una petita eixida que dona a una vessant i amb galeries sostingudes per pilars a nivell del primer pis. És construïda amb pedra sense polir unida amb morter de calç i de pedra picada les obertures. L'estat de conservació és força bo.

### Cabana
Edifici de planta quasi quadrada amb la façana orientada vers a migdia. És coberta a dues vessants i el carener perpendicular a la façana, la qual té tres portals. El primer pis és d'arc rebaixat i amb pedra sense polir, al costat té unes escales que condueixen al primer pis on hi ha una obertura rectangular. El segon és d'arc de mig punt i molt baixa i el tercer, sembla de construcció recent i és d'arc rebaixat adovellada amb dovelles perfectament tallades i polides. L'angle SW de l'edificació és arrodonit. A la part oest hi ha un portal rectangular i tres finestres. A la part N hi ha portals tapiats. A l'interior hi ha quatre pilars que aguanten el teulat. L'estat de conservació és mitjà.

## Història
Antic mas que el trobem registrat en el fogatge de la parròquia i terme de Sant Jolia de Cabrera de l'any 1553. Aleshores habitava el mas un tal Jaume Collell. El mas fou reformat al segle xviii segons hem pogut deduir per les dates constructives del balcó datat el 1765 i un pilar del porxo al 1756.